# Jean Jules Jusserand

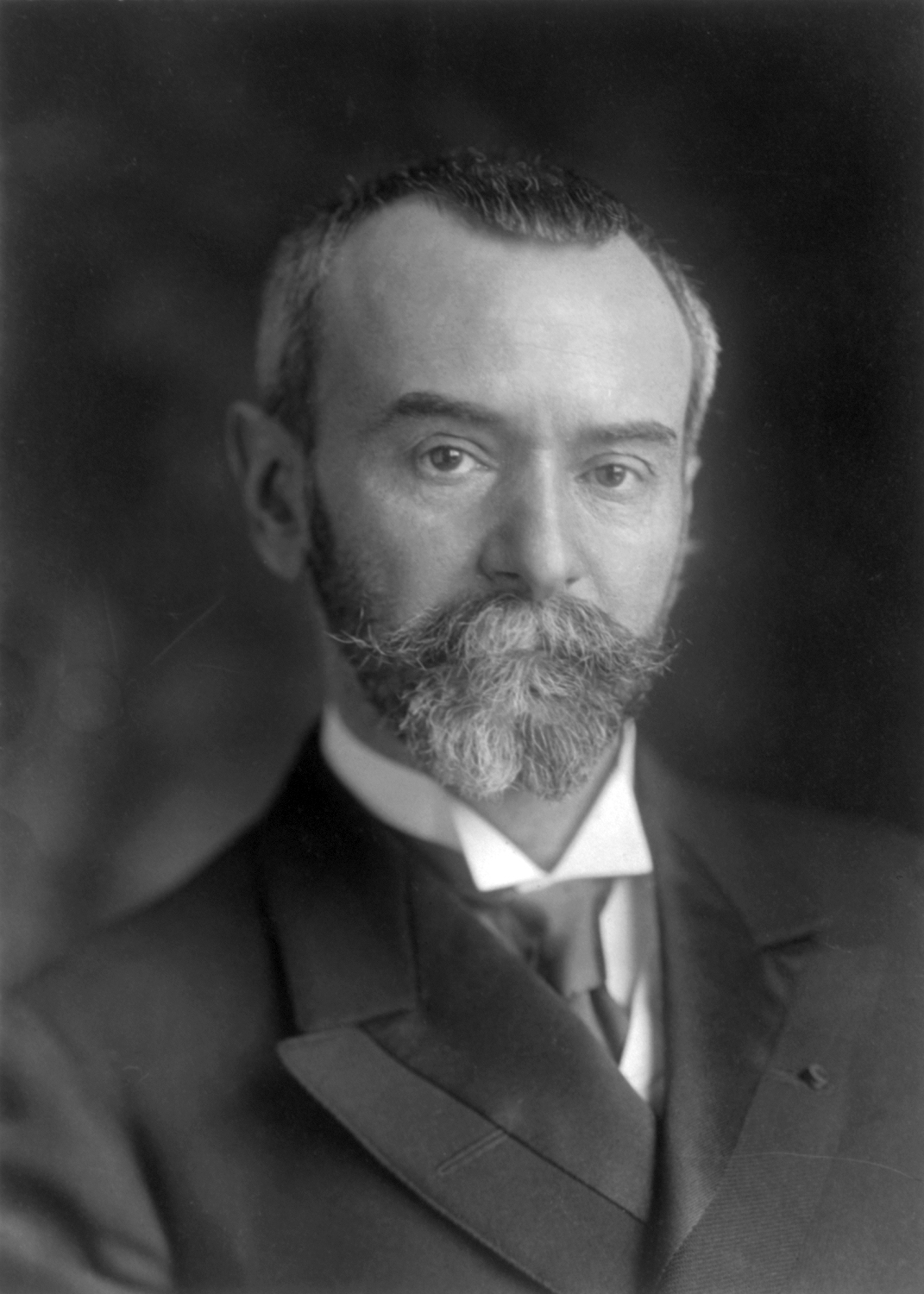
Jean Jules Jusserand.

Jean Adrien Antoine Jules Jusserand, född den 18 februari 1855 i Lyon, död den 18 juli 1932, var en fransk diplomat.
Jusserand inträdde på diplomatbanan 1876, var ambassadråd i London 1887-90 och därefter i Konstantinopel, vice avdelningschef i utrikesministeriet och 1898-1902 envoyé i Köpenhamn samt 1902-25 ambassadör i Washington, D.C.. Han var en av Frankrikes delegerade vid Washingtonkonferensen 1921-22. 
Jusserand var filosofie och juris doktor och skrev på franska och engelska flera arbeten om engelsk litteratur, bland annat Shakespeare en France sous l'ancien régime (1898), samt en studie över Ronsard (1913) och memoarverket With americans of past and present days (1916).